# Миллер, Шэррон
Шэ́ррон Ми́ллер (англ. Sharron Miller; Инид, Оклахома, США) — американский кинорежиссёр, звуковой редактор, монтажёр, кинопродюсер и сценарист.

## Биография
Шэррон Миллер родилась в городе Инид (штат Оклахома, США), а выросла в небольшом городке Перри того же штата. Миллер начала писать сценарии и снимать короткометражные фильмы в подростковом возрасте. После окончания «Oklahoma State University» в 1971 году и получив степень по в области театрального искусства, обучалась в аспирантуре Северо-Западного университета, получив степень в области кинематографа. В 1972 году, она отправилась в Голливуд, где стала активно работать в области кинематографа.
Она является одной из новаторских женщин-режиссёров, которые регулярно работали в Голливуде в 1970-х и 1980-х годах (вместе с Илейн Мэй, Джоан Дарлинг, Джоан Миклин Сильвер, Карен Артур, Габриэль Бомонт, Лилой Свифт, Гвен Арнер и Ким Фридмен. В 1983 году она была первой женщиной, когда-либо выигравшей желанную Гильдию режиссёров Америки (DGA Award) за режиссёрство повествовательной (бездокументарной) работы.